# Prinz Eugen (1938)
Тяжёлый крейсер «Принц О́йген» — третий тяжёлый крейсер кригсмарине типа «Адмирал Хиппер» и единственный построенный по модифицированному проекту. Участвовал во многих морских операциях Второй мировой войны, в том числе в сражении в Датском проливе в мае 1941 года совместно с линкором «Бисмарк», прорыве германских кораблей через Ла-Манш в феврале 1942 года и боевых действиях против наступающих советских войск на Балтийском побережье в 1944—1945 годах. После окончания войны корабль был передан США и использовался при испытаниях ядерного оружия на атолле Бикини в 1946 году, где и затонул.

## Проектирование и постройка
Третий германский тяжёлый крейсер, получивший литерное обозначение «J», заказан 16 ноября 1935 года.
Закладка киля состоялась 23 апреля 1936 года на заводе Круппа Germaniawerft в Киле. 22 августа 1938 года корабль был спущен на воду и вошёл в строй 1 августа 1940 года. Своё имя крейсер получил в честь Евгения Савойского, известного австрийского полководца. До этого это имя носил линкор ВМС Австро-Венгрии типа «Вирибус Унитис». Кроме того, в честь этой же исторической персоны был назван современный «Принцу Ойгену» лёгкий крейсер Королевских ВМС Италии. Название германскому кораблю присвоили из политических соображений: тем самым подчёркивалось, что вошедшая в состав нацистской Германии Австрия является полноправным членом «империи немцев».

## Служба корабля

#### «Принц Ойген» в операции «Учения на Рейне»
Эта операция являлась первым походом корабля. 18 мая 1941 года крейсер вышел в море в сопровождении двух эсминцев и прорывателей заграждений. На следующий день «Принц Ойген» соединился с линкором «Бисмарк» и отряд под командованием адмирала Лютьенса двинулся в путь через датские проливы. Об этом сразу доложила британская разведка. Первый контакт с воздушной разведкой состоялся 21 мая в заливе Кальвенс, во время дозаправки крейсера. Здесь же он был перекрашен в светло-серый цвет.
На перехват германской группы Британское Адмиралтейство отправило отряд во главе с вице-адмиралом Холландом в составе линейного крейсера «Худ» и новейшего линкора «Принс оф Уэлс». Главные силы Флота Метрополии в составе линкора «Кинг Джордж V», линейного крейсера «Рипалс» и авианосца «Викториес» под командованием адмирала Тови также направились в северные воды.
Гидрофоны и радар «Принца Ойгена» обнаружили британский тяжёлый крейсер «Норфолк», который уже определённое время следил за немецкой группировкой. В 19:20 «Бисмарк» отогнал его залпом, но при этом повредил собственный радар, после чего наблюдение мог продолжать только «Принц Ойген». Однако негласное наблюдение за немцами продолжил «Саффолк». Утром 24-го адмирал Холланд, руководствуясь сообщениям с «Саффолка», вывел свою эскадру на атакующую позицию.
Первый залп дали британские канониры в 05:53. Холланд отдал приказ стрелять по головному кораблю, которым являлся, вследствие поломки гидрофонов не «Бисмарк», а «Принц Ойген» (вышедший в голову германской колонны с целью обозрения горизонта носовым радаром). Усугубляла сложность опознания немецких кораблей и определённая схожесть их силуэтов. В ситуации разобрался лишь командир «Принс оф Уэлс» Лич, сразу приказавший открыть огонь по второму кораблю в колонне противника, которым и являлся «Бисмарк». Германские корабли сосредоточили огонь на «Худе». Не прошло и пяти минут после первого попадания в «Худ», как флагман Холланда взорвался и скрылся под водой. В 05:59 «Принц Ойген» перенёс огонь на «Принс оф Уэлс». Один из британских снарядов повредил топливные цистерны «Бисмарка». После боя немецкие корабли разошлись, германскому крейсеру улыбнулась удача, и британцы заметили его отсутствие в «свите» «Бисмарка» лишь на следующий день.
Ряд неблагоприятных условий не позволил «Принцу Ойгену» совершить удачное с точки зрения рейдерства на торговых маршрутах плавание. После встречи с двумя кораблями снабжения, с которых крейсер пополнил запасы топлива и боеприпасов, пришло сообщение командования о том, что «пять линкоров следуют на большой скорости юго-западным курсом». Это сделало невозможным атаку конвоев на канадских маршрутах. Командир крейсера капитан цур зее Бринкманн решил спуститься ещё южнее, на линию Нью-Йорк — Лиссабон. После этого было получено сообщение о гибели «Бисмарка». Ко всему прочему добавились проблемы с энергетической установкой, в результате чего скорость корабля упала до 28 узлов. Командир корабля решил заканчивать рейдерство и направляться в захваченный немцами французский порт Брест, куда корабль и прибыл 1 июня 1941 года.

Вот как оценивает результаты операции «Учения на Рейне» историк флота В. Кофман:

«Итоги „Учений на Рейне“ оказались весьма плачевными. Крейсер пробыл в море две недели, двигаясь почти всё время высокой скоростью; он сжёг 6500 кубометров топлива и прошёл 7000 миль — и всё без какого-либо результата, если не считать 3 или 4 снарядов, попавших в тяжёлые корабли противника в бою в Датском проливе. Помимо гибели „Бисмарка“, немцы лишились 4 судов снабжения, обеспечивавших поход и затопленных или захваченных англичанами. И в завершение всего, „Ойген“ попал в своеобразное „заключение“ во французском порту».

#### «Принц Ойген» в операции «Цербер»
Во время нахождения в Бресте крейсер (наряду с находившимися в этом же порту линкорами «Шарнхорст» и «Гнейзенау») подвергался постоянным налётам британской авиации и получал повреждения, порой довольно серьёзные. В связи с этим был разработан план операции по прорыву германской эскадры из Бреста в Германию, получивший название Операция «Цербер». 11 февраля 1942 года, соблюдая строжайшую секретность, соединение в составе «Принца Ойгена» и линкоров «Шарнхорст» и «Гнейзенау» вышло в море. Их выход остался незамеченным для британской авиации и патрульных подводных лодок. Немцам благоприятствовала погода: низкая облачность, сильный ветер и дождевые шквалы. В ходе похода германские линкоры и крейсер подвергались атакам британской авиации, эсминцев и береговых батарей, но в итоге «Принц Ойген» прибыл в Брунсбюттель в устье Эльбы около 8 утра 13 февраля практически неповреждённым.

#### «Принц Ойген» на Балтике
С середины 1943 года на Балтийском море под флагом учебной эскадры собралось большинство германских крейсеров и крейсеру «Принц Ойген» как самому боеготовому была отведена роль «самой большой канонерки Балтики». За это время он произвёл ряд обстрелов побережья и протаранил германский лёгкий крейсер «Лейпциг», только что выпущенный из дока. К концу войны «Принц Ойген» израсходовал большую часть своего боезапаса (производство восьмидюймовых снарядов прекратилось ещё в 1942 году), а когда Советская Армия приблизилась к Готенхафену, крейсеру пришлось обстреливать предместья своей же базы и окрестности Данцига. На 5 апреля 1945 года снарядов главного калибра оставалось менее сорока, и «Принц Ойген» вместе с последним лёгким крейсером германского флота «Нюрнберг» пришёл 20 апреля в Копенгаген.

#### «Принц Ойген» в американском флоте

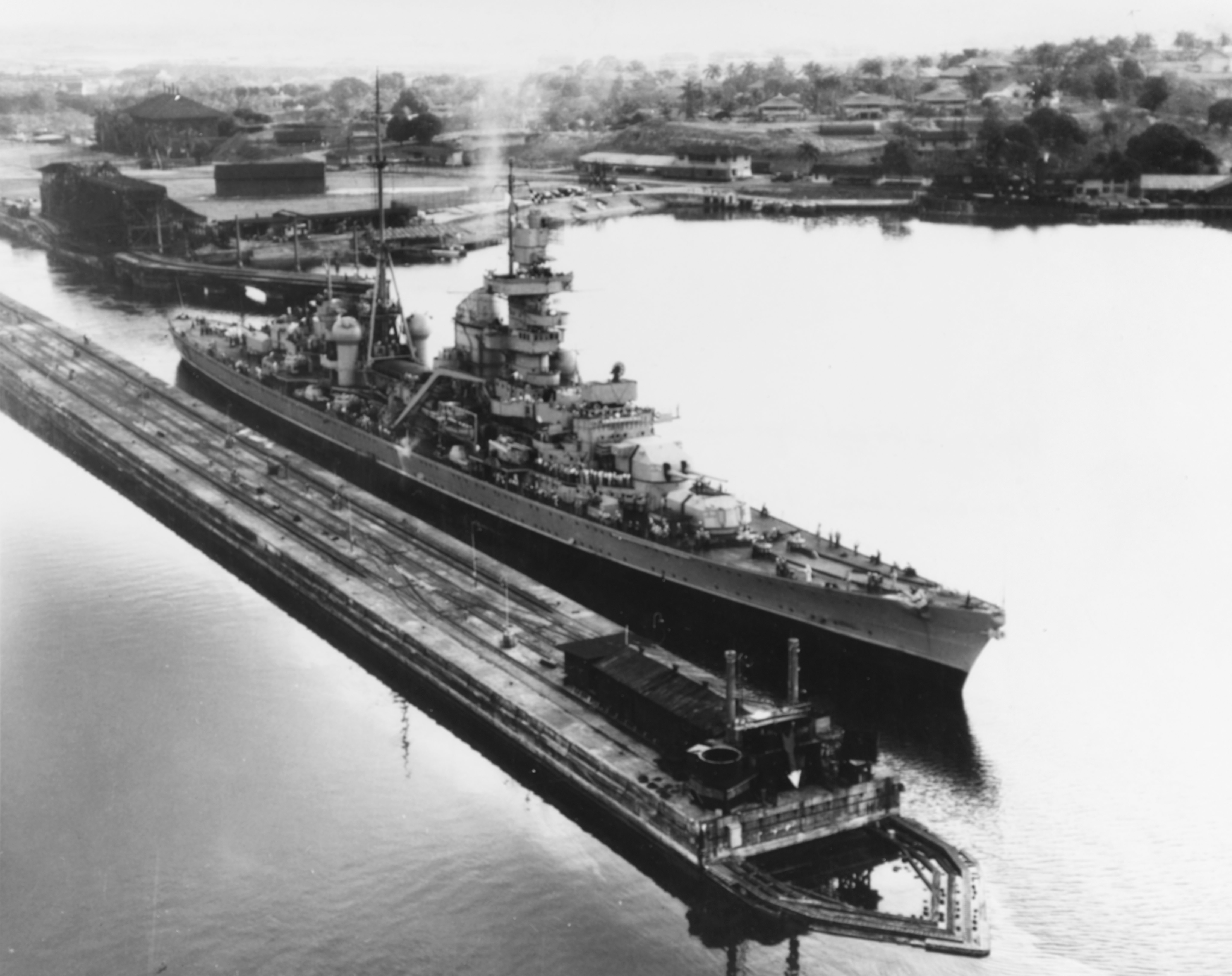
Бывший «Принц Ойген» пересекает Панамский канал, 1946 год. Орудия носовой башни ГК демонтированы

После капитуляции Германии тяжёлый крейсер находился в столице Дании Копенгагене. По условиям Потсдамского соглашения корабль переходил Соединённым Штатам. После перевода корабля в Бремен 5 января 1946 года он официально поступил в состав флота США (хотя не как боевой корабль, а в качестве «испытательного судна IX-300». В командование «Ойгеном» вступил последний его командир, капитан 1 ранга флота США А. Граубарт, по иронии судьбы, происходивший из семьи немецких эмигрантов.
Корабль был переведён в США, в Бостон, в начале 1946 года. Там в течение полутора месяцев его скрупулёзно исследовали флотские специалисты и инженеры, сделав множество фотографий. Также во время стоянки в Бостоне на берег было вывезено всё артиллерийское, радарное и гидроакустическое оборудование, а также два орудия из носовой башни ГК, две спаренных 105-мм установки и несколько лёгких зениток. 10 марта «IX-300» покинул Бостон и через Панамский канал достиг Сан-Диего. Бывшему крейсеру предстояло участвовать в испытаниях ядерного оружия на атолле Бикини вместе с рядом других трофейных кораблей и списанных единиц из состава ВМС США. Перед переходом через Тихий океан корабль прошёл докование, а 11 мая вошёл в главную базу американского Тихоокеанского Флота Пёрл-Харбор. Там он вместе с американскими тяжёлыми крейсерами «Пенсакола» и «Солт-Лейк-Сити», также назначенными к испытанию ядерным оружием, составил 23-ю дивизию крейсеров. С 3 по 9 июня 1946 года в сопровождении океанского буксира «Сиу» бывший «Принц Ойген» добрался до атолла, преодолев 2100 миль пути.

#### Испытания ядерного оружия и гибель корабля
Подробное описание последних дней жизни корабля, подвергшегося воздействию ядерного взрыва, даёт историк В. Кофман в своей книге «Тяжёлые крейсера типа „Адмирал Хиппер“»:

По диспозиции первого испытания (надводный взрыв ядерной бомбы, сброшенной с самолёта; условное обозначение «Эйбл»), состоявшегося 1 июля 1946 года, германский тяжёлый крейсер находился в 8-10 кабельтовых от эпицентра. Его повреждения оказались незначительными, только с борта, обращённого к взрыву, ударной волной полностью содрало краску. Второй, подводный взрыв («Байкер») нанёс более существенный ущерб. Часть листов обшивки оказалась вдавленной, и корабль принял некоторое количество воды, но не затонул и не имел никакого крена. Удивлённые американцы отбуксировали его на Кваджалейн, предполагая использовать для дальнейших испытаний. Однако к этому времени стальной корпус стал настолько радиоактивным, что его дезактивация в течение нескольких месяцев представлялась невозможной. Многострадальный крейсер вновь поставили в качестве «мальчика для битья» при третьем атомном взрыве («Чарли»). Хотя и на этот раз он остался на плаву, отсутствие команды и какой-либо борьбы за живучесть привело к постепенному затоплению одного помещения за другим. 21 декабря оставшиеся насосы перестали справляться с поступающей водой, корпус накренился, и иллюминаторы оказались ниже поверхности моря. Американцы попытались спасти корабль, выбросив его на берег острова Карлос, но на следующий день последний из германских тяжёлых крейсеров опрокинулся и затонул на рифах о-ва Кваджалейн, где и остаётся в настоящее время.
Увидеть киль крейсера можно тут: 8°45′08″ с. ш. 167°40′58″ в. д.

## Командиры
- 1 августа 1940 -  1942 капитан-цур-зее Гельмут Бринкманн[2]